# José Peregrino de Araújo
José Peregrino de Araújo (Santa Luzia, 18 de novembro de 1840 — Local desconhecido no estado da Paraíba, 5 de outubro de 1913) foi um político brasileiro.
Foi presidente do estado da Paraíba, cargo que corresponde atualmente ao de Governador do Estado, de 22 de outubro de 1900 a 22 de outubro de 1904. O mesmo também foi deputado federal por 4 legislaturas e ocupou o cargo de deputado estadual, onde foi o segundo vice-presidente da Paraíba, cargo que corresponde hoje ao de vice-governador.

## Biografia
Nasceu em 18 de novembro de 1840, no Sítio Bom Sossego. O filho de Anastácio José de Araújo e Gertrudes de Jesus Araújo foi casado por duas vezes, com Ernestina Ferreira de Araújo e Ana Maria de Medeiros Leite. Faleceu em 5 de outubro de 1913, em João Pessoa. Bacharel em direito pela Faculdade de Direito do Recife, foi promotor público e juiz municipal na Comarca de Pombal (1867-1868); secretário da Chefia de Polícia da Província (1868); deputado provincial (1868-1869, 1878-1879 e 1880-1881); juiz de Direito do Rio Negro (1881-1882) e da Comarca de Seridó/Caicó-RN (1882-1893). Foi eleito deputado estadual no Rio Grande do Norte, mas não tomou posse. Em 1893, assumiu o cargo de desembargador do Superior Tribunal de Justiça e, de 2 de março de 1895 a 27 de julho de 1896, atuou no cargo de procurador-geral do Estado da Paraíba (equivalente ao cargo de PGJ). Ainda foi 2º vice-presidente da Paraíba (1896-1900), deputado federal (1896-1906), provedor da Santa Casa de Misericórdia (1898-1898), presidente da Paraíba (1900-1904) e redator e colaborador dos jornais O Liberal Parahybano e A União. 